# Pottiales
De Pottiales zijn een orde van mossen uit de klasse Bryophyta (bladmossen). De orde omvat meer dan vijf families en meer dan 1.500 soorten. Vele daarvan komen ook in Europa voor.

## Kenmerken
De stengels zijn meestal rechtopstaand en weinig vertakt. De bladeren zijn meestal eirond of spatelvormig. De bladcellen zijn meestal rond en vaak sterk papillair. De onderste cellen zijn afgescheiden van de bovenste en zijn hyaliene (doorzichtig). Een bladnerf is meestal aanwezig en sterk ontwikkeld.
De kapsel is rechtopstaand en rond tot cilindrisch. Het peristoom bestaat uit 16 tanden, maar kan ook ontbreken.

## Taxonomie
De orde bestaat uit vijf families, waarvan de grootste familie de kleimosfamilie (Pottiaceae) is:
- Orde Pottiales
  - Familie Pottiaceae, 1425 soorten, wereldwijd
  - Familie Ephemeraceae, 38 soorten, bijna wereldwijd
  - Familie Hypodontiaceae, 2 soorten, zuidelijk Afrika
  - Familie Pleurophascaceae, 3 soorten, Australazië
  - Familie Serpotortellaceae, 2 soorten, epiphytisch, Madagaskar en Réunion